# 绍姆地区贝塞
绍姆地区贝塞（法語：Bessey-en-Chaume）是法国科多尔省的一个市镇，属于博恩区（Beaune）乌克河畔布利尼县（Bligny-sur-Ouche）。该市镇总面积10.46平方公里，2009年时的人口为109人。

## 人口
绍姆地区贝塞人口变化图示